# 唐絹
唐絹（1428年—？），字世用，廣東承宣布政使司瓊州府瓊山縣東廂（今海南省海口市琼山区）人，軍籍。明朝官员。進士出身。

## 生平
廣東鄉試第七十二名。成化五年（1469年）乙丑科會試第二百三十一名，殿試登進士第三甲第七十三名，授江阴知縣。因被誣陷，被罰從軍，后事情大白，改临湘縣知縣。

## 家族
曾祖唐孔錫，曾任知縣。祖父唐瑱。父亲唐𡺿。